# Okrouhličtí Dvořáci
Okrouhličtí Dvořáci byla do roku 1950 samostatná obec v okrese Havlíčkův Brod. V současnosti její území spadá pod město Havlíčkův Brod.

## Název
Sídlo je poprvé zmiňováno v roce 1643 pod názvem Dvořáci, v roce 1681 je uváděno pojmenování Dvoržáczy na Samotach, roku 1843 pak názvy Höflern, Höfler a Dworacy a v roce 1854 Dvořáci Okrouhličtí. Název je odvozen od pojmenování svých obyvatel – dvořáků neboli majitelů dvorců. Přídavné jméno odkazuje na Okrouhlice, k nimž bylo sídlo v roce 1634 připojeno.

## Historie
Jižně od Německého Brodu začaly ve 13. století vznikat statky brodských měšťanů, kteří však na statcích sami hospodařili, nýbrž je pronajímali. Statky o rozloze 2–5 lánů stály zhruba 1–2 km od sebe. Nájemci, tzv. dvořáci majitelům odváděli stálý plat, tzv. šos. Měli různá privilegia – nemuseli vykonávat robotu, platili jen daně a vrchnostenské dávky, starali se také o ponocenské služby. Podle seznamu poddaných dle víry z roku 1651 zde žilo 105 příslušníků dvořáckých rodin a 22 dalších poddaných. 20 osob v 5 rodinách se hlásilo ke katolické víře. Sídlo nemělo centrum, skládalo se ze samostatných samot. V roce 1634 po zabrání trčkovských statků byly tyto dvorce připojeny k okrouhlickému statku.
Od roku 1651 zde stála valcha. Později se zde nacházela kovárna, panská hospoda, hliniště, odkud se brala hrnčířská hlína. Obec od roku 1760 protínala císařská silnice z Brodu do Jihlavy. Katastr obce činil 886 ha. V roce 1838 zde žilo v 78 domech 600 obyvatel. Kolem roku 1838 se zde nacházelo kolem dvaceti dvorců.
V roce 1883 zde byla postavena Šupichova cihelna, která se skládala ze 4 budov a 2 pecí, které dokázaly najednou vypálit 40 000 cihel. Pracovalo zde 50 zaměstnanců. Ročně vyprodukovala 120 tisíc klasických cihel a 24 tisíc střešních tašek. V letech 1869–1950 sem spadala osada Šmolovy. Podle sčítání 1930 zde žilo v 170 domech 1045 obyvatel. 1029 obyvatel se hlásilo k československé národnosti a 9 k německé. Žilo zde 785 římských katolíků, 13 evangelíků a 225 příslušníků Církve československé husitské. Ve 40. letech 20. století byla výroba cihel ukončena kvůli stáří budov i vytěžení hlíny vhodné na pálení cihel.
Do roku 1950 to byla samostatná obec v okrese Havlíčkův Brod, poté zařazena jako osada k Havlíčkovu Brodu.

## Doprava
Dopravní obslužnost zajišťují dopravci ICOM transport a Arriva Východní Čechy. Autobusy jezdí ve směrech Havlíčkův Brod, Lípa, Úsobí, Skorkov, Herálec, Štoky, Šlapanov a Jihlava.